# ロノ

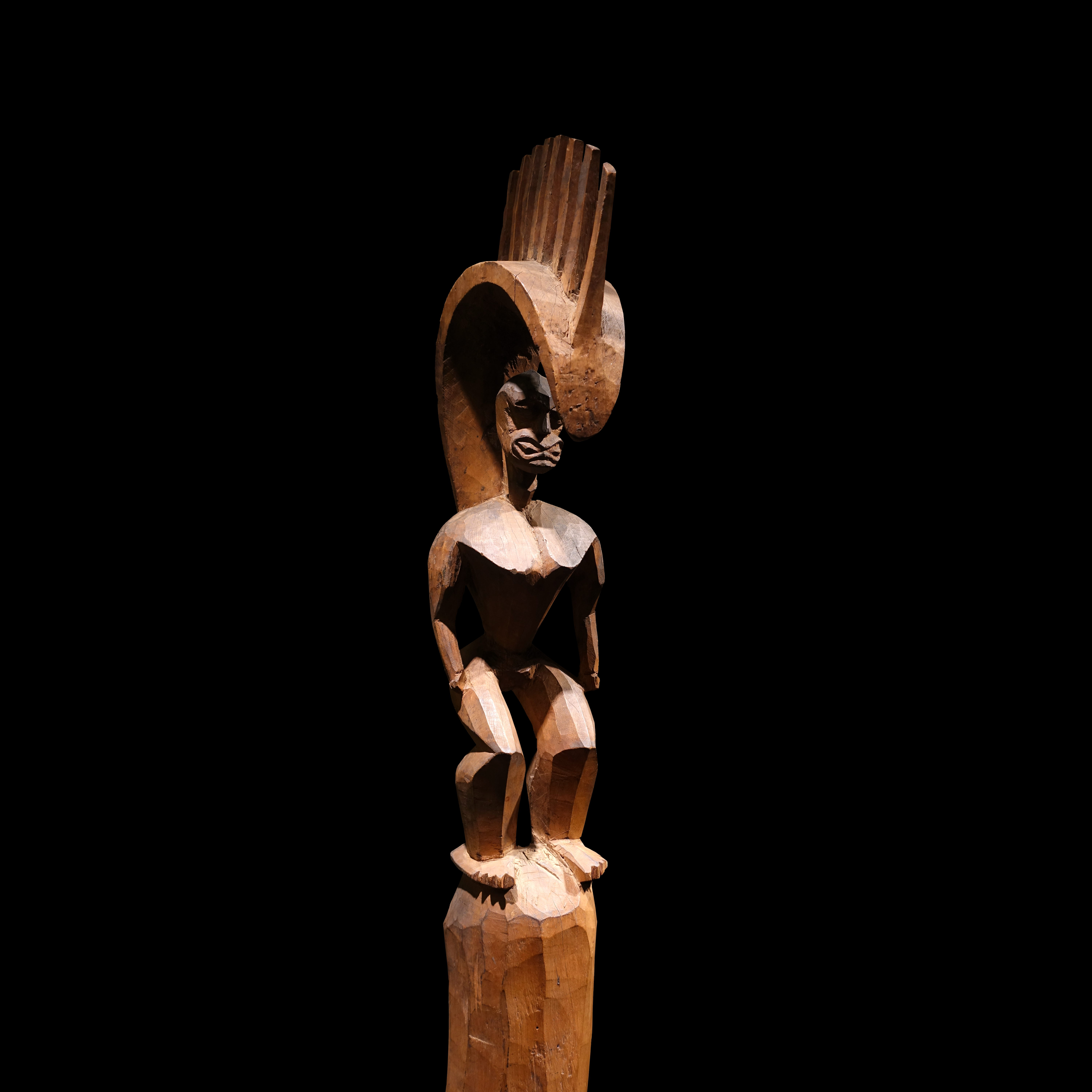
ロノ（ルーブル美術館所蔵）

ロノ（ハワイ語: Lono）はハワイ人の宗教に出てくる4大神のひとりで、農耕と平和の神である。

## 農耕と平和の神
ハワイ先住民が信じた宗教は自然崇拝で、さまざまな神が登場するが、その中でもロノはクー、カーネ、カナロアと共に4大神で、農耕と平和の神である。ポリネシア神話の農耕の神・ロンゴ（マオリ語でRongo）に相当する。  

### 神話
ロノは地上の女を娶るために天から虹を伝って降り立った。そして、美しい娘カイキラニに求婚し、ケアラケクア湾に所帯を持った。ある時、ひとりの首長がカイキラニに横恋慕し、求愛の歌を歌ったところ、それを耳にしたロノは嫉妬に怒り狂い、妻を殴り殺した。我に返ったロノは後悔の念から狂人のように島を徘徊し、会う人全てにレスリングを挑んだ。その後、ロノは人々に沢山の食料を持って帰ってくると約束し、カヌーに乗ってケアラケクア湾を去った。

## ハワイの新年「マカヒキ」をつかさどる神
ハワイの新年はプレアデス星団（すばる）が日没後すぐ東の空に出るようになって（現在は11月末 ）最初の新月から始まり、その後4か月は「マカヒキ」と呼ばれる。この期間はハワイ人が農耕や漁労を休んで休息して、遊びやゲームにいそしみ、戦争は一切行わない期間で、ロノを祭るヘイアウ（聖所）では木で大きなTの字を作り、上にロノの木の像を祭り、横木からカパで作った白い布を垂らして盛大に祝う。  他の神・クーのヘイアウでも、高く立てた棒に白い布を掲げて、この時期はロノが治めるマカヒキの期間であることを示す。

## キャプテン・クックの来航
キャプテン・クックは1779年にハワイへ来航している。その時に投錨したケアラケクア湾にはロノを祭るヒキアウ・ヘイアウがあり  、白い帆をかかげるレゾルーション号に乗った西洋人たちはロノの来訪と間違えられて、最初はハワイ先住民に大歓迎されたが、次に帆船の修理に再度寄った時にはマカヒキを過ぎており、疑われて、さらに争いに巻き込まれてそこで亡くなっている。

## 参照項目
- ケアラケクア湾州立歴史公園
- ヒキアウ・ヘイアウ